# Patrick Bismuth
Patrick Bismuth   (15 de desembre de 1954) és un violinista i director d'orquestra francès.
Va estudiar violí amb Roland Charmy i Jacques Dumont al Conservatori Nacional de Música i Dansa de París.
Patrick Bismuth va ser de 1993 a 1998 professor de violí barroc al Conservatori Nacional Superior de París i actualment es troba als conservatoris de Versailles, "Boulogne Billancourt", París i Reims. L' aprenentatge del violí barroc li permet interpretar els repertoris clàssics, romàntics i contemporanis de manera diferent.
Ha actuat en nombrosos concerts amb el seu grup "La Tempesta" i l'"Atlantis Quartet", que va ser co-fundador, o amb el organista Louis Thiry, que ha obert l'horitzó de la música antiga. Participa en molts anys als conjunts de Jean-Claude Malgoire.
Va gravar les sonates i partites per a violí sol de Bach de Stil, les Sonates del Rosari d'Biber i sonates de Jean-Marie Leclair, però també treballa per Ravel, Kreisler i Enesco de Zig-Zag. Sota el títol "Música a la ciutat prohibida" ha participat, amb el flautista Jean-Christophe Frisch, i el seu <"ensemble XVIII-21"> en l'enregistrament de música de la cort imperial de la Xina, al segle xviii de Teodorico Pedrini i Joseph Marie Amiot.
El 2011, va gravar per al segell Parathy, amb l'organista Louis Thiry, de Tientos de Francisco Correa de Arauxo, fent part de violí, viola i violoncel d'espatlla.